# Движение двухсотников
Движение двухсотников — одна из форм социалистического соревнования, выражающееся в увеличения выработки продукции (до 200 % плана) . Зародилось в предвоенные годы. Размах получило в годы войны (1941—45 гг.) на заводах под лозунгом: «Работать за себя и за товарища, ушедшего на фронт!»
Инициатором движения стали молодые рабочие-комсомольцы промышленных предприятий в Горьком — Ф. М. Букин (машиностроительный завод), В. Ф. Шубин (автозавод). Двухсотниками становились рабочие совхозов и МТС. Движение двухсотников перерастало в движение трёхсотников,  пятисотников, движение тысячников. Оно открыло новые огромные резервы для развития военной экономики.